# Bactromantis mexicanus
Bactromantis mexicanus es una especie de mantis de la familia Thespidae.

## Distribución geográfica
Se encuentra en  Guatemala,México y República Dominicana 